# Anita Bokwa
Anita Ewa Bokwa – polska  geograf, doktor habilitowany nauk o Ziemi.

## Życiorys
W 1993 r. ukończyła studia geograficzne na Uniwersytecie Jagiellońskim, w 2000 r. obroniła pracę doktorską pt. Struktura termiczna przygruntowej warstwy powietrza na Pogórzu Wielickim (na przykładzie Gaika-Brzezowej), której promotorem była prof. Barbara Obrębska-Starkel, w 2011 r. habilitowała się na podstawie rozprawy zatytułowanej Wieloletnie zmiany struktury mezoklimatu miasta na przykładzie Krakowa. Jest pracownikiem naukowym w Instytucie Geografii i Gospodarki Przestrzennej na Wydziale Geografii i Geologii Uniwersytetu Jagiellońskiego i członkiem Komisji Geograficznej PAU.
Została zastępcą przewodniczącego Rady Dyscypliny Naukowej - o Ziemi i Środowisku UJ.